# Biała Przemsza

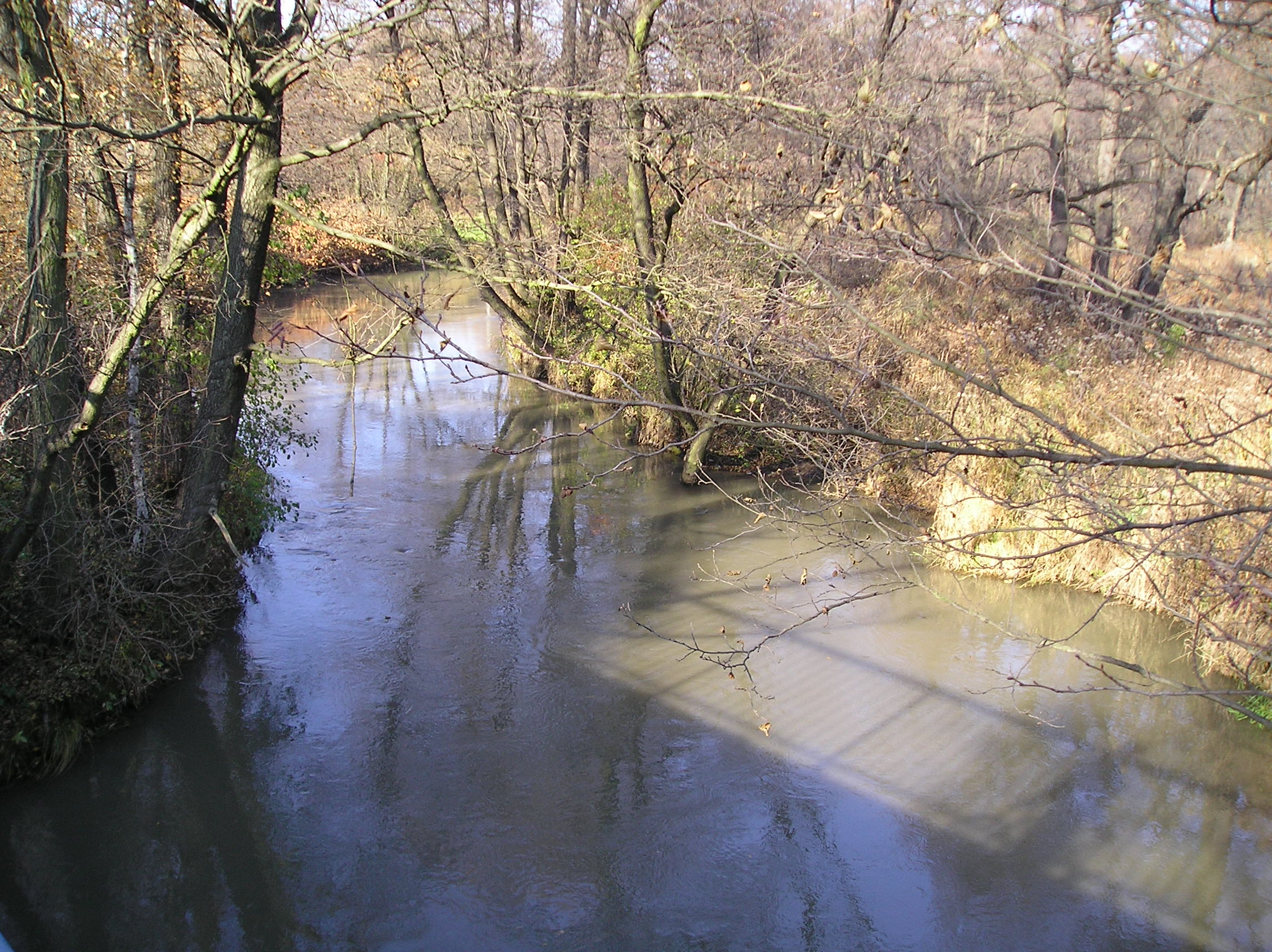
Biała Przemsza w Sławkowie

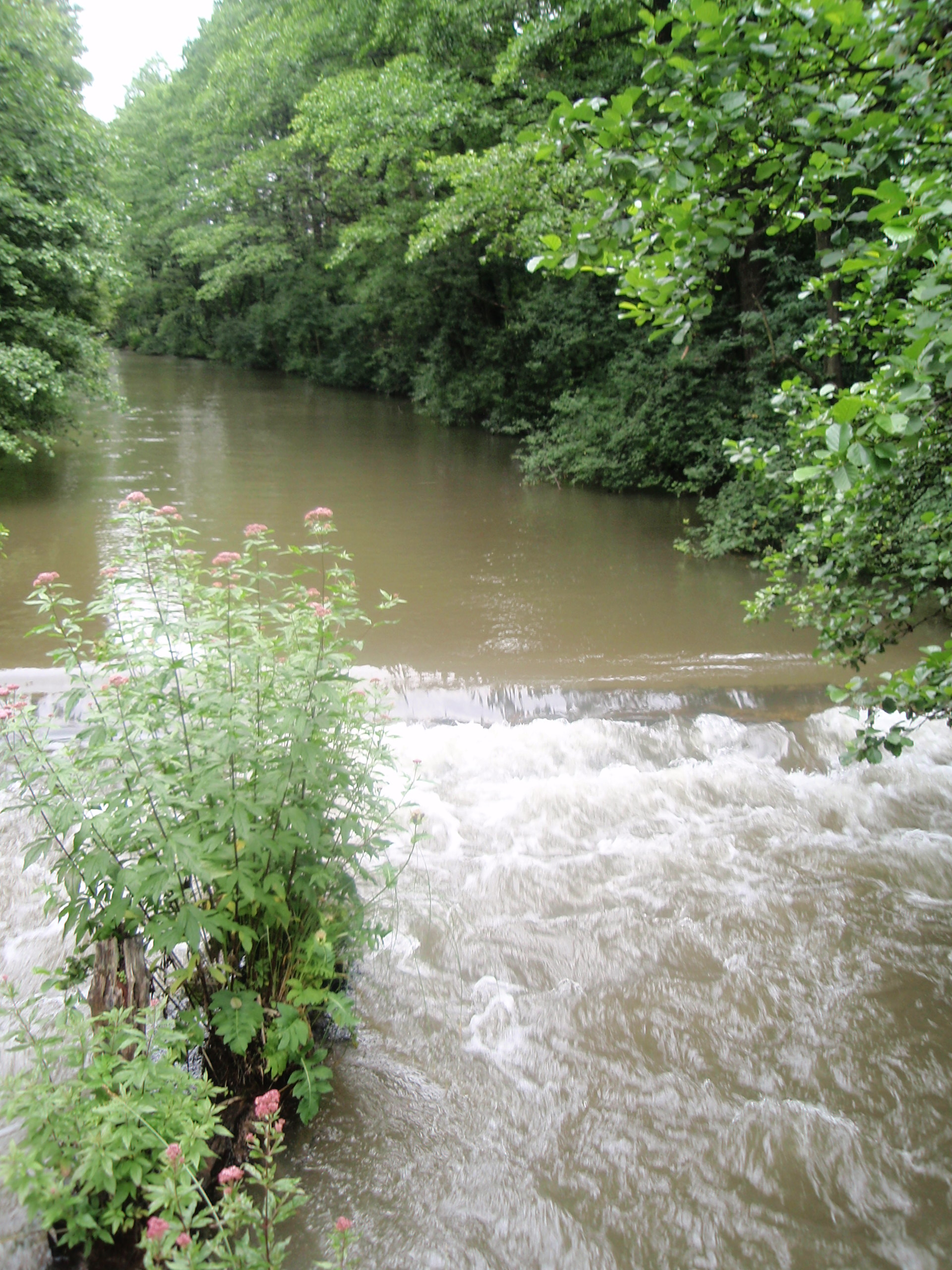
Biała Przemsza w Starych Maczkach

Biała Przemsza – rzeka w województwie małopolskim i śląskim, biorąca początek na Wyżynie Krakowsko-Częstochowskiej. Ma długość 63,9 km i zlewnię o powierzchni 876,6 km².
Rzeka tworzy odnogi, meandry, moczary, niekiedy stawy. Przepływy i stany wód są bardzo stałe.

## Bieg rzeki
Biała Przemsza zaczyna bieg na Wyżynie Olkuskiej od źródeł wypływających z torfowiska na wysokości 376 m n.p.m., na południowy zachód od Wolbromia. Stamtąd pod nazwą Centary płynie na południowy zachód w płaskodennej dolinie głębokiej na 8–12 m i szerokiej na 200–300 m. Wzdłuż rzeki biegnie tam linia kolejowa nr 62. W Chrząstowicach wpada do niej ze wschodu od Czyśćca struga, która jednak ostatnimi laty całkowicie wysycha. W Golczowicach przyjmuje potok Tarnówka, płynący od Czarnego Lasu. W Kluczach wpada do niej od północy dopływ płynący od wsi Rodaki. Płynąc dalej na zachód, przepływa przez Pustynię Błędowską, dzieląc ją na pół. Na jej zachodnim krańcu wpada do niej od północy, od wsi Chechło, Centuria, a od południowego wschodu potok Biała. Dalej rzeka zmienia kierunek na południowy i wąską, głęboką doliną przełamuje się przez Garb Ząbkowicki do Sławkowa, przepływając przez Okradzionów w Dąbrowie Górniczej, a następnie południowym skrajem dzielnicy Maczki w Sosnowcu i Długoszyn w Jaworznie.
Na granicy dwóch sosnowieckich dzielnic: Modrzejowa i Jęzora oraz Mysłowic, na wysokości ok. 250 m n.p.m., łączy się z Czarną Przemszą, tworząc Przemszę, która wpada do Wisły. Miejsce to w rejonie zbiegu granic Sosnowca i Mysłowic jest znane jako tzw. Trójkąt Trzech Cesarzy (oryg. Drei Kaiser Ecke).
Biała Przemsza na znacznej długości zachowała naturalny charakter. Naturalny, meandrujący odcinek między 11,9 a 14 km biegu rzeki został Uchwałą Rady Miasta Jaworzno uznany za użytek ekologiczny „Zakola Białej Przemszy”.
Przepływ średni:
- 1–2 m³/s (Golczowice),
- 4 m³/s (Sławków),
- 6 m³/s (Sosnowiec Maczki),
- 8 m³/s (ujście do Przemszy).

## Dopływy
- prawobrzeżne: Tarnówka, Dębiesznica, Centuria, Strumień Błędowski, Struga Sławkowska, Bobrek
- lewobrzeżne: Biała, Kanał Warwas, Sztoła, Kanał Główny, Kozi Bród[5]

## Fauna
W górnym odcinku rzeki dominującym gatunkiem ryb jest pstrąg potokowy. Występuje także rak szlachetny. Dolny odcinek dawniej był zanieczyszczony ściekami przemysłowymi, począwszy od Klucz. Obecnie sytuacja się poprawiła i ryby żyją na całej długości rzeki.

## Historia
W latach 1796–1806 Biała Przemsza stanowiła rzekę graniczną pomiędzy Nowym Śląskiem Królestwa Prus a Monarchią Habsburgów, a w latach 1815–1914, na odcinku od Sławkowa do Maczek, pomiędzy Królestwem Galicji i Lodomerii Austro-Węgier a Królestwem Polskim Imperium Rosyjskiego. W przeszłości była rzeką spławną. W latach 1826–1831 transportowano nią m.in. blachę i odlewy z walcowni pod Sławkowem do portu rzecznego w Niwce. Do 1839 r. kursował po Białej Przemszy zbudowany przez Anglika Davy’ego parowiec, zwany przez mieszkańców nadbrzeżnych wiosek czortopchajem. Po rzece kursowały też w XIX w. mniejsze galary przewożące aż do ujścia Przemszy do Wisły produkty rolnicze i węgiel kamienny.
W 2022 roku, w związku ze wstrzymaniem pracy pomp odwadniających zlikwidowaną kopalnię Olkusz-Pomorzany, doszło do zaniku rzeki Baby, Sztoły i Białej oraz potoku Dąbrówka, a także poważnego zmniejszenia ilości wody w Białej Przemszy.